# Comparação do transtorno bipolar com a esquizofrenia
Tanto a esquizofrenia como o transtorno bipolar são caracterizados como transtornos psiquiátricos na quinta edição do Manual Diagnóstico e Estatístico de Transtornos Mentais (DSM-5). A esquizofrenia é um transtorno psicótico e o transtorno bipolar é um transtorno do humor, mas também pode envolver psicose. No entanto, devido a alguns sintomas semelhantes, às vezes pode ser difícil diferenciar entre os dois; na verdade, existe um diagnóstico intermediário denominado transtorno esquizoafetivo.
Embora os sintomas relatados e observados sejam a principal forma de diagnosticar qualquer um dos distúrbios, estudos recentes do século 21 permitiram que psiquiatras usassem imagens de ressonância magnética (IRM) para tentar encontrar marcadores melhores e definitivos. Por meio de ressonâncias magnéticas, os psiquiatras podem ver diferenças estruturais específicas no cérebro de pessoas com esquizofrenia. Essas diferenças incluem o volume da substância cinzenta, variações neuropatológicas de tamanho e espessura cortical, que estão associadas a diferenças cognitivas em testes. Essas diferenças podem às vezes ser vistas ao longo da vida das doenças e geralmente ocorrem logo após o episódio inicial. Embora as doenças sejam diferentes, alguns de seus tratamentos são semelhantes, devido a alguns sintomas comuns.

## Causa e epidemiologia
Tanto o transtorno bipolar quanto a esquizofrenia parecem resultar de interações gene-ambiente . As evidências de vários estudos com famílias e gémeos indicam uma etiologia genética compartilhada entre a esquizofrenia e o transtorno bipolar. Geoffroy, Etain e Houenou observam que o maior estudo familiar disponível encontrou uma herdabilidade combinada para transtorno bipolar e esquizofrenia de aproximadamente 60%, com fatores ambientais sendo responsáveis pelo restante. As contribuições genéticas para o transtorno esquizoafetivo parecem ser inteiramente compartilhadas com aqueles que contribuem para a esquizofrenia e a mania.
O transtorno bipolar I e a esquizofrenia ocorrem em aproximadamente 1% da população; Estima-se que o transtorno esquizoafetivo ocorra em menos de 1% da população.

## Sintomas
Durante episódios graves de mania ou depressão, as pessoas com transtorno bipolar podem apresentar sintomas psicóticos, como alucinações ou delírios. Quando experienciam alucinações ou delírios, as pessoas com esquizofrenia frequentemente parecem "perder o contato" com a realidade. "Vozes" são o tipo mais comum de alucinação na esquizofrenia. No transtorno bipolar, os sintomas psicóticos tendem a refletir o humor extremamente deprimido ou exaltado da pessoa (congruência de humor). Pessoas com qualquer um dos distúrbios podem sofrer delírios de grandeza em que acreditam ser uma pessoa famosa ou uma figura histórica. Quando os sintomas psicóticos estão presentes, o transtorno bipolar às vezes é diagnosticado erroneamente como esquizofrenia.
Outros sintomas da esquizofrenia, incluindo falta de prazer dificuldade para tomar decisões e dificuldade na concentração, são semelhantes a alguns sintomas de depressão observados no transtorno bipolar. Fuga de ideias e ficar incommumente distraído durante um episódio maníaco pode assemelhar-se ao "pensamento desorganizado", característico da esquizofrenia.
O abuso de substâncias é um fator agravante para ambas as condições, tornando os sintomas mais difíceis de reconhecer como uma doença mental e interferindo na eficácia do tratamento e na adesão.

## Matéria cinzenta
Pacientes com esquizofrenia podem apresentar alguma perda de volume da substância cinzenta em ambos os hemisférios do cérebro. As perdas mais significativas são tipicamente no tálamo esquerdo e no caudado direito, e essa perda estende-se ao cérebro, giro parahipocampal e hipocampo. Há aumentos nos lobos temporais e parietais, junto com o cerebelo anterior. Quando pacientes com esquizofrenia são comparados a participantes saudáveis, há uma diminuição no volume da substância cinzenta nas regiões pré-frontal e temporal.  A única região na qual o volume aumenta para a substância cinzenta está dentro do cerebelo direito, uma área que contribui para os déficits cognitivos, afetivos, perceptuais e outros observados na esquizofrenia.
Ao contrário da esquizofrenia, o transtorno bipolar tem muito poucas diferenças no volume de massa cinzenta. No geral, não há diferença entre pacientes bipolares e pacientes saudáveis.

## Neuropatológico

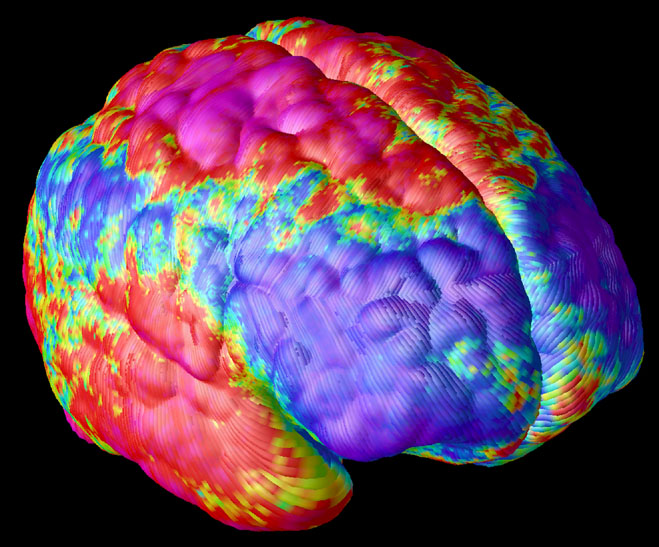
Cérebro de uma pessoa com esquizofrenia

Estudos de imagem por ressonância magnética descobriram que a esquizofrenia está associada a um volume de amígdala significativamente menor em comparação com participantes saudáveis ou com transtorno bipolar. Embora não tenha havido diferença significativa no volume da amígdala entre indivíduos com transtorno bipolar e saudáveis, o tamanho da amígdala no grupo com transtorno bipolar foi positivamente correlacionado com o tratamento com medicamentos estabilizadores do humor. Isso é importante a considerar, pois estabilizadores do humor como o lítio parecem ter efeitos protetores e estimuladores do crescimento em várias regiões do cérebro, incluindo a amígdala. Assim, é possível que as diferenças de tamanho da amígdala sejam devidas a medicamentos e não a doenças. Mesmo assim, a amígdala ainda pode ser um lugar de fisiopatologia parcialmente compartilhada entre esses distúrbios. 
Além da amígdala, existem outras áreas neuropatológicas de degeneração; o volume cerebral geral também pode ser medido. Pesquisas mostram que o volume cerebral total não é estatisticamente significativamente diferente entre pacientes com transtorno bipolar e pacientes com esquizofrenia, exceto ao fazer comparações no volume intracraniano. Um volume intracraniano maior está presente nos cérebros de sofredores de transtorno bipolar, mas nenhuma variação ocorre no cérebro de pessoas com esquizofrenia.

## Tratamento
Devido às baixas taxas de remissão completa para qualquer um dos distúrbios, com mecanismos de mudança mal compreendidos e pouco pesquisados, a maioria dos tratamentos é projetado para controlar os sintomas e torná-los mais toleráveis. Os tratamentos para as doenças incluem medicação, psicoterapia e outros.

### Medicação
Os estabilizadores do humor, como o lítio, são o principal medicamento para o tratamento do transtorno bipolar. Os medicamentos antipsicóticos atípicos também podem ser usados para o transtorno bipolar, geralmente em combinação com medicamentos antidepressivos. Antipsicóticos, incluindo antipsicóticos atípicos, são as principais classes de medicamentos usados para tratar a esquizofrenia.

### Psicoterapia
A psicoterapia é um tratamento que os dois tipos de transtorno usam. Eles orientam os pacientes nos seus pensamentos e usam a comunicação ou o trabalho comportamental como meio de cura. As famílias das pessoas afetadas também beneficiam com este tipo de tratamento, já que também podem conversar com um terapeuta.

### Outras
A reabilitação é um dos vários tratamentos psicossociais para a esquizofrenia. Envolve treinamento social e de habilidades profissionais para melhorar a capacidade de um indivíduo de funcionar em sociedade. A eletroconvulsoterapia (ECT) pode ser usada para tratar o transtorno bipolar quando outros tratamentos são ineficazes ou quando a medicação pode ser perigosa devido a outra condição médica.